# Krušovica
Krušovica je uređena za vodoopskrbu lokva kod gradića Komiže, na središnjem dijelu brda Krušovice.

## Opis dobra
Na središnjem dijelu brda Krušovica je istoimena lokva. Krušovica je u antici bila poznata po eksploataciji ilovače, a lokalitet Krušovica spominje se u dokumentima iz 11. stoljeća. Krušovica je kružnoga tlocrta, promjera oko petnaest metara. Za vrijeme austro-ugarske uprave lokva je uređena, obzidana velikim kamenim blokovima i popločena kamenim pločama. Do vode se spuštalo trima kamenim stubištima. Lokva Krušovica u prošlosti je bila od velikoga društvenog i gospodarskog značenja za sela središnjega dijela otoka Visa. Njome su se stanovnici Duboke, Žene Glave, Borovika, Podhumlja i Podšpilja opskrbljivali pitkom vodom. Kako se lokvom služilo stanovništvo više sela, bila je okupljalište, prostor komunikacije i uspostavljanja društvenih veza te je imala važnu ulogu u životu ovoga dijela otoka.

## Zaštita
Pod oznakom Z-6140 zavedena je kao nepokretno kulturno dobro - pojedinačno, pravna statusa zaštićena kulturnog dobra, klasificirano kao "javne građevine".